# Amaralia hypsiura
Amaralia hypsiura és una espècie de peix de la família dels aspredínids i de l'ordre dels siluriformes.

## Morfologia
- Els mascles poden assolir 13,3 cm de longitud total.[2][3]

## Hàbitat
És un peix d'aigua dolça i de clima tropical (22 °C-24 °C).

## Distribució geogràfica
Es troba a Sud-amèrica: conca del riu Amazones a Bolívia, el Brasil, Colòmbia, l'Equador i el Perú.